# Johnathon Schaech
Johnathon Schaech (Edgewood, 10 settembre 1969) è un attore, sceneggiatore e regista statunitense.

## Biografia
Di origini tedesche, francesi e inglesi da parte di padre e italiane da parte di madre, debutta sul grande schermo nel 1993 nel film di Franco Zeffirelli Storia di una capinera, recitando successivamente nei film Gli anni dei ricordi, Doom Generation, Music Graffiti, Obsession e L'isola dei sogni. Nel 1998 si cimenta con successo nel ruolo di Harry Houdini in un film per la televisione di Pen Densham. 
Nel 1999 torna a lavorare con Gregg Araki in Splendidi amori e interpreta John Maguire nella serie TV Cenerentola a New York. Nel 2001 scrive e dirige il suo primo film Comforters, Miserable. Nel gennaio 2018 ha dichiarato al settimanale People di aver subito una molestia a sfondo sessuale da parte del regista italiano Franco Zeffirelli durante la lavorazione del suo film d'esordio Storia di una capinera, circostanza smentita dal figlio adottivo di questi.

### Vita privata
Nell'ottobre 2001 si sposa a Palm Springs con l'attrice Christina Applegate, e nel 2002 ottiene una piccola parte nel film La cosa più dolce..., dove la moglie è una delle protagoniste. La coppia si separa nel dicembre 2005, per poi divorziare nell'agosto 2007.
Il 4 luglio 2010 si risposa con l'attrice e cantante Jana Kramer, incontrata nel dicembre 2009; si separa da lei un mese dopo, per poi divorziare nel giugno 2011 senza aver avuto figli. Nel luglio 2013 si risposa con Julie Solomon, e due mesi dopo i due hanno avuto il loro primo figlio, Camden Quinn.

## Filmografia

### Cinema
- Storia di una capinera, regia di Franco Zeffirelli (1993)
- Doom Generation (The Doom Generation), regia di Gregg Araki (1995)
- Gli anni dei ricordi (How to Make an American Quilt), regia di Jocelyn Moorhouse (1995)
- La mia peggior amica 2 (Poison Ivy II), regia di Anne Goursaud (1996)
- Music Graffiti (That Thing You Do!), regia di Tom Hanks (1996)
- Violenza privata (Invasion of Privacy), regia di Anthony Hickox (1996)
- Benvenuti a Woop Woop (Welcome to Woop Woop), regia di Stephan Elliott (1997)
- Obsession (Hush), regia di Jonathan Darby (1998)
- Finding Graceland, regia di David Winkler (1998)
- Woundings - La guerra nei corpi (Woundings), regia di Roberta Hanley (1998)
- Splendidi amori (Splendor), regia di Gregg Araki (1999)
- If You Only Knew, regia di David Snedeker (1999)
- Conflitto fatale (The Giving Tree), regia di Cameron Thor (2000)
- After Sex, regia di Cameron Thor (2000)
- Desert Vampires (The Forsaken), regia di J.S. Cardone (2001)
- Sol Goode, regia di Danny Comden (2001)
- How to Kill Your Neighbor's Dog, regia di Michael Kalesniko (2002)
- La cosa più dolce... (The Sweetest Thing), regia di Roger Kumble (2002) - non accreditato
- Kiss the Bride, regia di Vanessa Parise (2002)
- Mummy an' the Armadillo, regia di J.S. Cardone (2004)
- 8mm 2 - Inferno di velluto (8mm 2), regia di J.S. Cardone (2005)
- L'isola dei sogni (Sea of Dreams), regia di José Pepe Bojórquez (2006)
- Road house - Agente antidroga (Road House 2: Last Call), regia di Scott Ziehl (2006)
- Little Chenier, regia di Bethany Ashton Wolf (2006)
- Che la fine abbia inizio (Prom Night), regia di Nelson McCormick (2008)
- Quarantena (Quarantine), regia di John Erick Dowdle (2008)
- The Poker Club, regia di Tim McCann (2008)
- Laid to Rest, regia di Robert Hall (2009)
- Takers, regia di John Luessenhop (2010)
- Linea nemica - 5 Days of War (5 Days of War), regia di Renny Harlin (2011)
- Chromeskull: Laid to Rest 2, regia di Robert Hall (2011)
- Shape, regia di Vanessa Parise (2011)
- Luna Nascosta (Hidden Moon), regia di José Pepe Bojórquez (2012)
- Breaking at the Edge, regia di Predrag Antonijevic (2013)
- Phantom, regia di Todd Robinson (2013)
- Dark Circles, regia di Paul Soter (2013)
- Hercules - La leggenda ha inizio (The Legend of Hercules), regia di Renny Harlin (2014)
- Volo 7500 (Flight 7500), regia di Takashi Shimizu (2014)
- The Prince - Tempo di uccidere (The Prince), regia di Brian A. Miller (2014)
- Vice, regia di Brian A. Miller (2015)
- The Cullng, regia di Rustam Branaman (2015)
- Ombre dal passato (Broken Horses), regia di Vidhu Vinod Chopra (2015)
- Nocturna, regia di Buz Alexander (2015)
- I predoni (Marauders), regia di Steven C. Miller (2016)
- Arsenal, regia di Steven C. Miller (2017)
- Jackals - La setta degli sciacalli (Jackals), regia di Kevin Greutert (2017)
- Butterfly Caught, regia di Manny Rodriguez Jr. (2017)
- Vendetta finale (Acts of Vengeance), regia di Isaac Florentine (2017)
- Day of the Dead: Bloodline, regia di Hèctor Hernández Vicens (2018)
- Reprisal, regia di Brian A. Miller (2018)
- Hellbent, regia di Tjardus Greidanus (2018)
- I segreti della notte (The Night Clerk), regia di Michael Cristofer (2020)
- Blue Ridge, regia di Brent Christy (2020)
- Triumph, regia di Brett Leonard (2021)
- Frank and Penelope, regia di Sean Patrick Flanery (2022)
- The Wind & the Reckoning, regia di David L. Cunningham (2022)

### Televisione
- A casa con i Webber (At Home with the Webbers), regia di Brad Marlowe – film TV (1993)
- Le avventure di Brisco County Jr. (The Adventures of Brisco County Jr.) – serie TV, episodio 1x16 (1994)
- Models, Inc. – serie TV, 4 episodi (1994)
- Fallen Angels – serie TV, episodio 2x01 (1995)
- Houdini, regia di Pen Densham – film TV (1998)
- Caracara, regia di Graeme Clifford – film TV (1999)
- Partners – serie TV, episodio 1x0 (1999)
- Cenerentola a New York (Time of Your Life) – serie TV, 19 episodi (1999-2000)
- Oltre i limiti (The Outer Limits) – serie TV, episodio 7x09 (2001)
- Blood Crime - L'aggressione (Blood Crime), regia di William A. Graham – film TV (2002)
- They Shoot Divas, Don't They?, regia di Jonathan Craven – film TV (2002)
- Judas, regia di Charles Robert Carner – film TV (2004)
- Il diario di Suzanne per Nicholas (Suzanne's Diary for Nicholas), regia di Richard Friedenberg – film TV (2005)
- The Commuters, regia di Stephen Kay – film TV (2005)
- Masters of Horror – serie TV, episodio 2x12 (2007)
- Nora Roberts - Il mistero del lago (Angels Fall), regia di Ralph Hemecker – film TV (2007)
- Living Hell - Le radici del terrore (Living Hell), regia di Richard Jefferies – film TV (2008)
- Sesso & bugie a Las Vegas (Sex and Lies in Sin City), regia di Peter Medak – film TV (2008)
- R.P.M. – serie TV (2008)
- Fear Itself – serie TV, episodio 1x13 (2009)
- Cold Case - Delitti irrisolti (Cold Case) – serie TV, episodio 6x19 (2009)
- Drop Dead Diva – serie TV, episodio 3x13 (2011)
- CSI: Miami – serie TV, episodio 10x06 (2011)
- The Client List - Clienti speciali (The Client List) – serie TV, 6 episodi (2013)
- Ray Donovan – serie TV, 5 episodi (2013)
- Star-Crossed – serie TV, 8 episodi (2014)
- Sleepy Hollow – serie TV, episodio 2x15 (2015)
- Texas Rising – miniserie TV, 5 puntate (2015)
- Quantico – serie TV, episodi 1x01-1x04 (2015)
- To Appomattox – miniserie TV, 6 puntate (2015)
- Blue Bloods – serie TV, episodio 6x19 (2016)
- Impastor – serie TV, episodi 2x09-2x10 (2016)
- Chicago P.D. – serie TV, episodio 5x15 (2018)
- Legends of Tomorrow – serie TV, episodi 1x11-2x06-3x18 (2016-2018)
- Now Apocalypse – serie TV, 4 episodi (2019)
- Batwoman – serie TV, episodio 1x09 (2019)
- Creepshow – serie TV, episodio 3x04 (2021)

## Doppiatori italiani
Nelle versioni in italiano delle opere in cui ha recitato, Johnathon Schaech è stato doppiato da:
- Fabio Boccanera in Music Graffiti, Cenerentola a New York, Star-Crossed, Arsenal, Fear Itself
- Lorenzo Scattorin ne Il diario di Suzanne per Nicholas, Judas, Vendetta finale - Acts of Vengeance
- Giorgio Borghetti in Doom Generation, I segreti della notte, Blue Bloods
- Riccardo Rossi in Blood Crime - L'aggressione, Quarantena
- Roberto Gammino in Legends of Tomorrow, Batwoman
- Massimo Lodolo in Houdini
- Roberto Pedicini in Che la fine abbia inizio
- Riccardo Niseem Onorato in Storia di una capinera
- Loris Loddi in Violenza privata
- Antonio Sanna in Obsession
- Gioele Dix in Splendidi amori
- Simone Mori in Desert vampires
- Vittorio De Angelis in 8mm 2 - Inferno di velluto
- Claudio Moneta in Masters Of Horror
- Francesco Bulckaen in Cold Case - Delitti irrisolti
- Andrea Lavagnino in Living Hell - Le radici del terrore
- Massimo Rossi in CSI: Miami
- Patrizio Cigliano in Ray Donovan
- Stefano Thermes in Hercules - La leggenda ha inizio
- Gabriele Tacchi in Quantico
- Alessio Cigliano in Reprisal
- Riccardo Lombardo in Jackals – La setta degli sciacalli
- Guido Di Naccio ne I Predoni